# Serie A1 2001-2002 (pallavolo maschile)
La Serie A1 italiana di pallavolo maschile 2001-2002 si è svolta dal 29 settembre 2001 all'8 maggio 2002: al torneo hanno partecipato quattordici squadre di club italiane e la vittoria finale è andata per l'undicesima volta alla Pallavolo Modena.

## Regolamento
Le squadre hanno disputato un girone all'italiana, con gare di andata e ritorno, per un totale di ventisei giornate; al termine della regular season:
- Le prime otto classificate hanno acceduto ai play-off scudetto, strutturati in quarti di finale, semifinali e finale, tutte giocate al meglio di tre vittorie su cinque gare.
- Le ultime due classificate sono retrocesse in Serie A2.

## Squadre partecipanti
Al campionato di Serie A1 2001-02 hanno partecipato quattordici squadre: quelle neopromosse dalla Serie A2 sono state la Pallavolo Falconara, vincitrice del campionato, e il Latina Volley, vincitrice dei play-off promozione.
| Club            | Città       | Palazzetto                     | Stagione precedente                                |
| --------------- | ----------- | ------------------------------ | -------------------------------------------------- |
| Piemonte        | Cuneo       | PalaBreBanca Cuneo             | 1ª in Serie A1; Semifinali play-off scudetto       |
| Falconara       | Falconara   | PalaRossini Ancona             | 1ª in Serie A2                                     |
| 4 Torri Ferrara | Ferrara     | Palazzetto dello Sport Ferrara | 8ª in Serie A1; Quarti di finale play-off scudetto |
| Latina          | Latina      | PalaCesaroni Genzano di Roma   | 2ª in Serie A2; Vincitrice play-off promozione     |
| Lube            | Macerata    | PalaFontescodella Macerata     | 5ª in Serie A1; Quarti di finale play-off scudetto |
| Milano          | Milano      | PalaLido Milano                | 4ª in Serie A1; Finale play-off scudetto           |
| Daytona         | Modena      | PalaPanini Modena              | 3ª in Serie A1; Semifinali play-off scudetto       |
| Gabeca          | Montichiari | PalaGeorge Montichiari         | 7ª in Serie A1; Quarti di finale play-off scudetto |
| Sempre Padova   | Padova      | PalaFabris Padova              | 12ª in Serie A1                                    |
| Parma           | Parma       | PalaRaschi Parma               | 6ª in Serie A1; Quarti di finale play-off scudetto |
| Roma            | Roma        | Palazzetto dello Sport Roma    | 9ª in Serie A1                                     |
| Magna Grecia    | Taranto     | PalaFiom Taranto               | 11ª in Serie A1                                    |
| Trentino        | Trento      | PalaTrento Trento              | 10ª in Serie A1                                    |
| Treviso         | Treviso     | PalaVerde Villorba             | 2ª in Serie A1; Campione d'Italia                  |

## Torneo

### Regular season

#### Risultati
| Prima giornata |                       |     |                                   |
|                |                       |     |                                   |
| 30-9           | Latina-Cuneo          | 1-3 | 20-25, 31-29, 23-25, 23-25        |
| 30-9           | Macerata-Padova       | 3-2 | 24-26, 22-25, 25-19, 25-19, 15-11 |
| 30-9           | Montichiari-Falconara | 3-0 | 25-21, 25-22, 25-20               |
| 30-9           | Parma-Ferrara         | 3-2 | 28-26, 25-16, 23-25, 28-30, 15-12 |
| 30-9           | Roma-Milano           | 2-3 | 20-25, 25-23, 25-20, 13-25, 14-16 |
| 29-9           | Taranto-Modena        | 2-3 | 22-25, 23-25, 28-26, 25-17, 12-15 |
| 30-9           | Treviso-Trento        | 3-1 | 25-22, 25-21, 30-32, 25-11        |

| Seconda giornata |                    |     |                                   |
|                  |                    |     |                                   |
| 3-10             | Cuneo-Taranto      | 3-0 | 25-19, 25-17, 25-23               |
| 3-10             | Falconara-Treviso  | 1-3 | 21-25, 23-25, 25-18, 20-25        |
| 7-10             | Ferrara-Roma       | 3-0 | 25-22, 28-16, 25-19               |
| 7-10             | Milano-Montichiari | 3-2 | 25-23, 16-25, 19-25, 25-19, 15-12 |
| 3-10             | Modena-Latina      | 1-3 | 22-25, 25-20, 19-25, 32-34        |
| 6-10             | Padova-Parma       | 1-3 | 33-31, 22-25, 22-25, 19-25        |
| 3-10             | Trento-Macerata    | 3-2 | 25-23, 23-25, 25-21, 17-25, 15-13 |

| Terza giornata |                   |     |                                   |
|                |                   |     |                                   |
| 10-10          | Latina-Falconara  | 3-0 | 25-13, 25-16, 25-21               |
| 11-10          | Macerata-Modena   | 3-0 | 25-23, 25-16, 25-18               |
| 11-10          | Montichiari-Cuneo | 3-2 | 25-17, 22-25, 22-25, 25-22, 20-18 |
| 11-10          | Padova-Ferrara    | 3-1 | 23-25, 30-28, 25-22, 25-17        |
| 11-10          | Parma-Trento      | 3-1 | 23-25, 25-19, 28-26, 25-16        |
| 11-10          | Roma-Treviso      | 0-3 | 17-25, 19-25, 16-25               |
| 11-10          | Taranto-Milano    | 0-3 | 25-27, 20-25, 16-25               |

| Quarta giornata |                     |     |                                   |
|                 |                     |     |                                   |
| 14-10           | Latina-Parma        | 1-3 | 20-25, 25-19, 19-25, 20-25        |
| 14-10           | Macerata-Roma       | 3-0 | 25-18, 25-23, 25-21               |
| 14-10           | Milano-Ferrara      | 3-2 | 19-25, 25-16, 25-21, 20-25, 15-12 |
| 14-10           | Modena-Falconara    | 2-3 | 25-19, 23-25, 25-20, 22-25, 16-18 |
| 14-10           | Taranto-Montichiari | 0-3 | 16-25, 24-26, 20-25               |
| 14-10           | Trento-Padova       | 3-2 | 23-25, 14-25, 25-23, 31-29, 15-9  |
| 13-10           | Treviso-Cuneo       | 3-0 | 26-24, 25-19, 25-21               |

| Quinta giornata |                     |     |                                   |
|                 |                     |     |                                   |
| 17-10           | Cuneo-Roma          | 3-0 | 25-20, 25-16, 25-21               |
| 17-10           | Falconara-Macerata  | 0-3 | 20-25, 18-25, 9-25                |
| 17-10           | Ferrara-Modena      | 3-2 | 27-29, 20-25, 25-16, 25-21, 15-10 |
| 17-10           | Montichiari-Treviso | 3-0 | 25-23, 25-23, 25-20               |
| 17-10           | Padova-Milano       | 0-3 | 23-25, 17-25, 19-25               |
| 17-10           | Parma-Taranto       | 3-0 | 25-9, 25-21, 25-14                |
| 17-10           | Trento-Latina       | 3-1 | 27-25, 22-25, 25-21, 25-22        |

| Sesta giornata |                    |     |                                   |
|                |                    |     |                                   |
| 21-10          | Latina-Montichiari | 1-3 | 17-25, 20-25, 25-23, 23-25        |
| 20-10          | Macerata-Parma     | 3-0 | 25-20, 25-21, 25-18               |
| 21-10          | Milano-Falconara   | 3-0 | 25-19, 32-30, 25-22               |
| 21-10          | Modena-Cuneo       | 3-0 | 25-21, 30-28, 30-28               |
| 20-10          | Roma-Trento        | 2-3 | 25-23, 15-25, 25-23, 21-25, 15-17 |
| 21-10          | Taranto-Padova     | 1-3 | 25-19, 19-25, 19-25, 16-25        |
| 21-10          | Treviso-Ferrara    | 3-0 | 25-22, 25-21, 25-16               |

| Settima giornata |                      |     |                                   |
|                  |                      |     |                                   |
| 28-10            | Cuneo-Milano         | 3-1 | 25-27, 25-22, 25-23, 25-15        |
| 28-10            | Falconara-Taranto    | 3-1 | 26-24, 26-24, 21-25, 25-22        |
| 28-10            | Ferrara-Latina       | 3-0 | 25-16, 25-19, 26-24               |
| 27-10            | Montichiari-Macerata | 3-2 | 17-25, 25-23, 19-25, 25-22, 15-9  |
| 28-10            | Padova-Roma          | 3-0 | 25-16, 25-23, 25-17               |
| 27-10            | Parma-Treviso        | 3-2 | 19-25, 23-25, 27-25, 25-18, 16-14 |
| 28-10            | Trento-Modena        | 3-0 | 25-22, 25-21, 25-23               |

| Ottava giornata |                   |     |                                   |
|                 |                   |     |                                   |
| 1-11            | Cuneo-Ferrara     | 3-0 | 25-21, 25-23, 25-23               |
| 1-11            | Latina-Padova     | 2-3 | 25-19, 17-25, 25-22, 21-25, 11-15 |
| 1-11            | Milano-Macerata   | 1-3 | 20-25, 25-21, 22-25, 20-25        |
| 1-11            | Parma-Montichiari | 1-3 | 25-19, 25-27, 22-25, 22-25        |
| 1-11            | Roma-Falconara    | 0-3 | 22-25, 20-25, 20-25               |
| 1-11            | Taranto-Trento    | 3-2 | 25-19, 23-25, 29-27, 20-25, 15-13 |
| 1-11            | Treviso-Modena    | 1-3 | 28-30, 25-20, 23-25, 22-25        |

| Nona giornata |                    |     |                                   |
|               |                    |     |                                   |
| 4-11          | Falconara-Parma    | 0-3 | 21-25, 21-25, 19-25               |
| 3-11          | Ferrara-Taranto    | 3-0 | 27-25, 25-21, 25-23               |
| 4-11          | Macerata-Latina    | 3-0 | 25-16, 25-20, 25-21               |
| 3-11          | Milano-Treviso     | 0-3 | 21-25, 21-25, 24-26               |
| 4-11          | Modena-Roma        | 3-1 | 25-18, 21-25, 25-19, 25-13        |
| 4-11          | Padova-Montichiari | 0-3 | 20-25, 23-25, 24-26               |
| 4-11          | Trento-Cuneo       | 3-2 | 26-24, 26-28, 25-20, 25-27, 21-19 |

| Decima giornata |                    |     |                                   |
|                 |                    |     |                                   |
| 11-11           | Cuneo-Padova       | 3-0 | 25-20, 25-19, 25-21               |
| 11-11           | Ferrara-Falconara  | 3-1 | 25-17, 25-22, 22-25, 25-18        |
| 11-11           | Modena-Milano      | 3-2 | 25-22, 25-17, 35-37, 24-26, 15-12 |
| 10-11           | Montichiari-Trento | 3-0 | 25-16, 25-20, 25-19               |
| 11-11           | Roma-Parma         | 0-3 | 22-25, 11-25, 16-25               |
| 11-11           | Taranto-Latina     | 3-1 | 25-23, 26-28, 25-21, 25-22        |
| 11-11           | Treviso-Macerata   | 3-2 | 25-19, 25-13, 23-25, 23-25, 15-9  |

| Undicesima giornata |                  |     |                                   |
|                     |                  |     |                                   |
| 2-12                | Falconara-Cuneo  | 3-2 | 16-25, 25-21, 25-13, 15-25, 15-13 |
| 2-12                | Latina-Treviso   | 0-3 | 12-25, 31-33, 20-25               |
| 2-12                | Macerata-Taranto | 3-1 | 25-16, 17-25, 25-22, 25-15        |
| 2-12                | Montichiari-Roma | 3-0 | 25-13, 25-15, 25-10               |
| 2-12                | Padova-Modena    | 0-3 | 23-25, 21-25, 21-25               |
| 2-12                | Parma-Milano     | 3-0 | 25-18, 25-23, 25-20               |
| 1-12                | Trento-Ferrara   | 3-1 | 25-22, 25-16, 19-25, 25-20        |

| Dodicesima giornata |                     |     |                                   |
|                     |                     |     |                                   |
| 8-12                | Cuneo-Macerata      | 1-3 | 21-25, 19-25, 25-21, 22-25        |
| 8-12                | Falconara-Padova    | 0-3 | 23-25, 15-25, 19-25               |
| 9-12                | Ferrara-Montichiari | 3-1 | 15-25, 25-20, 25-22, 26-24        |
| 9-12                | Milano-Trento       | 3-0 | 25-18, 25-16, 25-15               |
| 9-12                | Modena-Parma        | 3-1 | 15-25, 25-15, 25-17, 25-19        |
| 9-12                | Roma-Latina         | 1-3 | 21-25, 23-25, 25-15, 17-25        |
| 9-12                | Treviso-Taranto     | 3-2 | 22-25, 25-17, 26-24, 21-25, 15-12 |

| Tredicesima giornata |                    |     |                                   |
|                      |                    |     |                                   |
| 16-12                | Latina-Milano      | 3-0 | 25-21, 25-20, 25-21               |
| 16-12                | Macerata-Ferrara   | 3-0 | 25-22, 25-23, 25-23               |
| 16-12                | Montichiari-Modena | 0-3 | 19-25, 24-26, 23-25               |
| 15-12                | Padova-Treviso     | 2-3 | 25-22, 22-25, 13-25, 25-23, 11-15 |
| 16-12                | Parma-Cuneo        | 0-3 | 21-25, 29-31, 17-25               |
| 16-12                | Taranto-Roma       | 3-0 | 25-22, 25-21, 25-17               |
| 16-12                | Trento-Falconara   | 3-2 | 25-21, 22-25, 24-26, 25-18, 15-13 |

| Quattordicesima giornata |                       |     |                            |
|                          |                       |     |                            |
| 23-12                    | Cuneo-Latina          | 3-1 | 26-24, 25-22, 20-25, 25-21 |
| 22-12                    | Falconara-Montichiari | 1-3 | 23-25, 21-25, 25-16, 21-25 |
| 23-12                    | Ferrara-Parma         | 3-1 | 25-21, 25-19, 22-25, 25-22 |
| 23-12                    | Milano-Roma           | 3-0 | 25-22, 25-19, 25-16        |
| 23-12                    | Modena-Taranto        | 3-0 | 25-18, 25-18, 25-21        |
| 23-12                    | Padova-Macerata       | 1-3 | 25-21, 19-25, 21-25, 17-25 |
| 23-12                    | Trento-Treviso        | 1-3 | 25-27, 21-25, 25-20, 21-25 |

| Quindicesima giornata |                    |     |                                   |
|                       |                    |     |                                   |
| 30-12                 | Latina-Modena      | 0-3 | 18-25, 20-25, 16-25               |
| 29-12                 | Macerata-Trento    | 2-3 | 25-15, 21-25, 25-21, 21-25, 14-16 |
| 30-12                 | Montichiari-Milano | 1-3 | 19-25, 24-26, 25-19, 24-26        |
| 29-12                 | Parma-Padova       | 3-0 | 25-22, 25-17, 25-18               |
| 30-12                 | Roma-Ferrara       | 0-3 | 20-25, 24-26, 21-25               |
| 30-12                 | Taranto-Cuneo      | 2-3 | 28-26, 13-25, 24-26, 25-21, 10-15 |
| 30-12                 | Treviso-Falconara  | 2-3 | 24-26, 25-23, 29-31, 30-28, 14-16 |

| Sedicesima giornata |                   |     |                                   |
|                     |                   |     |                                   |
| 6-1                 | Cuneo-Montichiari | 3-2 | 23-25, 25-21, 22-25, 25-22, 15-13 |
| 6-1                 | Falconara-Latina  | 1-3 | 25-21, 18-25, 14-25, 18-25        |
| 6-1                 | Ferrara-Padova    | 3-1 | 25-18, 25-22, 24-26, 25-21        |
| 6-1                 | Milano-Taranto    | 3-0 | 25-16, 25-17, 25-23               |
| 5-1                 | Modena-Macerata   | 1-3 | 25-22, 19-25, 24-26, 20-25        |
| 5-1                 | Trento-Parma      | 3-1 | 21-25, 20-25, 23-25               |
| 6-1                 | Treviso-Roma      | 3-0 | 25-18, 27-25, 25-20               |

| Diciassettesima giornata |                     |     |                                   |
|                          |                     |     |                                   |
| 13-1                     | Cuneo-Treviso       | 3-2 | 25-17, 52-54, 21-25, 29-27, 15-10 |
| 13-1                     | Falconara-Modena    | 2-3 | 22-25, 25-27, 25-23, 25-21, 18-20 |
| 12-1                     | Ferrara-Milano      | 2-3 | 28-30, 31-29, 25-14, 25-27, 12-15 |
| 13-1                     | Montichiari-Taranto | 3-1 | 25-18, 25-22, 24-26, 25-21        |
| 13-1                     | Padova-Trento       | 1-3 | 22-25, 18-25, 26-24, 23-25        |
| 13-1                     | Parma-Latina        | 3-0 | 25-17, 26-24, 25-23               |
| 13-1                     | Roma-Macerata       | 1-3 | 19-25, 20-25, 25-23, 21-25        |

| Diciottesima giornata |                     |     |                                   |
|                       |                     |     |                                   |
| 20-1                  | Latina-Trento       | 0-3 | 22-25, 21-25, 22-25               |
| 20-1                  | Macerata-Falconara  | 3-0 | 25-13, 25-20, 25-20               |
| 20-1                  | Milano-Padova       | 3-0 | 27-25, 25-13, 25-17               |
| 19-1                  | Modena-Ferrara      | 3-2 | 25-23, 20-25, 23-25, 25-19, 15-13 |
| 20-1                  | Roma-Cuneo          | 0-3 | 15-25, 19-25, 20-25               |
| 20-1                  | Taranto-Parma       | 3-0 | 25-18, 25-21, 28-26               |
| 20-1                  | Treviso-Montichiari | 3-1 | 27-25, 25-21, 22-25, 25-20        |

| Diciannovesima giornata |                    |     |                                   |
|                         |                    |     |                                   |
| 26-1                    | Cuneo-Modena       | 3-2 | 25-23, 22-25, 25-27, 25-22, 15-10 |
| 27-1                    | Falconara-Milano   | 0-3 | 21-25, 18-25, 21-25               |
| 27-1                    | Ferrara-Treviso    | 2-3 | 23-25, 25-20, 19-25, 25-17, 13-15 |
| 27-1                    | Montichiari-Latina | 2-3 | 22-25, 25-23, 25-27, 25-22, 8-15  |
| 27-1                    | Padova-Taranto     | 1-3 | 27-25, 19-25, 19-25, 25-17, 13-15 |
| 26-1                    | Parma-Macerata     | 1-3 | 27-25, 19-25, 19-25, 20-25        |
| 27-1                    | Trento-Roma        | 3-1 | 25-11, 25-22, 21-25, 25-22        |

| Ventesima giornata |                      |     |                                   |
|                    |                      |     |                                   |
| 10-2               | Latina-Ferrara       | 3-2 | 25-20, 15-25, 25-16, 23-25, 17-15 |
| 10-2               | Macerata-Montichiari | 3-0 | 25-19, 25-21, 25-17               |
| 10-2               | Milano-Cuneo         | 3-1 | 20-25, 28-26, 25-23, 25-22        |
| 10-2               | Modena-Trento        | 3-0 | 25-22, 25-22, 25-16               |
| 10-2               | Roma-Padova          | 3-1 | 26-24, 25-16, 18-25, 25-21        |
| 9-2                | Taranto-Falconara    | 3-1 | 25-22, 25-15, 17-25, 25-17        |
| 9-2                | Treviso-Parma        | 0-3 | 22-25, 23-25, 31-33               |

| Ventunesima giornata |                   |     |                                   |
|                      |                   |     |                                   |
| 17-2                 | Falconara-Roma    | 3-0 | 25-14, 25-19, 25-16               |
| 17-2                 | Ferrara-Cuneo     | 3-1 | 25-19, 23-25, 25-22, 25-17        |
| 17-2                 | Macerata-Milano   | 1-3 | 25-20, 26-28, 23-25, 19-25        |
| 17-2                 | Modena-Treviso    | 2-3 | 29-27, 25-20, 20-25, 24-26, 9-15  |
| 16-2                 | Montichiari-Parma | 3-2 | 19-25, 25-20, 25-23, 18-25, 15-10 |
| 17-2                 | Padova-Latina     | 0-3 | 23-25, 23-25, 29-31               |
| 17-2                 | Trento-Taranto    | 3-2 | 20-25, 25-20, 21-25, 25-21, 15-10 |

| Ventiduesima giornata |                    |     |                                   |
|                       |                    |     |                                   |
| 24-3                  | Cuneo-Trento       | 3-1 | 20-25, 28-26, 25-23, 25-15        |
| 24-3                  | Latina-Macerata    | 1-3 | 19-25, 25-22, 16-25, 19-25        |
| 24-3                  | Montichiari-Padova | 3-1 | 29-31, 25-17, 25-15, 25-16        |
| 24-3                  | Parma-Falconara    | 3-0 | 25-18, 25-23, 25-20               |
| 24-3                  | Roma-Modena        | 0-3 | 17-25, 10-25, 9-25                |
| 24-3                  | Taranto-Ferrara    | 3-0 | 25-22, 25-20, 26-24               |
| 24-3                  | Treviso-Milano     | 3-2 | 25-17, 19-25, 32-30, 21-25, 16-14 |

| Ventitreesima giornata |                    |     |                                   |
|                        |                    |     |                                   |
| 3-3                    | Falconara-Ferrara  | 0-3 | 21-25, 25-27, 26-28               |
| 3-3                    | Latina-Taranto     | 2-3 | 22-25, 25-22, 20-25, 25-16, 13-15 |
| 2-3                    | Macerata-Treviso   | 0-3 | 21-25, 22-25, 22-25               |
| 3-3                    | Milano-Modena      | 2-3 | 29-27, 25-20, 14-25, 21-25, 11-15 |
| 3-3                    | Padova-Cuneo       | 0-3 | 23-25, 23-25, 24-26               |
| 3-3                    | Parma-Roma         | 3-0 | 25-21, 26-24, 25-20               |
| 2-3                    | Trento-Montichiari | 2-3 | 14-25, 27-25, 15-25, 25-19, 16-18 |

| Ventiquattresima giornata |                  |     |                            |
|                           |                  |     |                            |
| 6-3                       | Cuneo-Falconara  | 3-0 | 25-17, 25-16, 25-21        |
| 10-3                      | Ferrara-Trento   | 3-1 | 25-23, 26-28, 25-19, 25-22 |
| 6-3                       | Milano-Parma     | 1-3 | 23-25, 23-25, 29-27, 22-25 |
| 10-3                      | Modena-Padova    | 3-0 | 25-17, 25-19, 25-23        |
| 10-3                      | Roma-Montichiari | 3-1 | 25-22, 19-25, 25-22, 25-19 |
| 10-3                      | Taranto-Macerata | 3-1 | 18-25, 25-23, 25-22, 25-23 |
| 10-3                      | Treviso-Latina   | 3-1 | 25-23, 25-21, 21-25, 25-15 |

| Venticinquesima giornata |                     |     |                                   |
|                          |                     |     |                                   |
| 16-3                     | Latina-Roma         | 1-3 | 23-25, 28-30, 17-25               |
| 16-3                     | Macerata-Cuneo      | 3-1 | 25-17, 25-22, 20-25, 25-23        |
| 16-3                     | Montichiari-Ferrara | 1-3 | 23-25, 20-25, 19-25               |
| 16-3                     | Padova-Falconara    | 1-3 | 22-25, 25-21, 18-25, 20-25        |
| 16-3                     | Parma-Modena        | 2-3 | 30-28, 27-29, 25-20, 21-25, 15-17 |
| 16-3                     | Taranto-Treviso     | 0-3 | 23-25, 22-25, 23-25               |
| 16-3                     | Trento-Milano       | 0-3 | 23-25, 20-25, 19-25               |

| Ventiseiesima giornata |                    |     |                                   |
|                        |                    |     |                                   |
| 19-3                   | Cuneo-Parma        | 1-3 | 22-25, 21-25, 25-21, 20-25        |
| 19-3                   | Falconara-Trento   | 0-3 | 19-25, 21-25, 22-25               |
| 19-3                   | Ferrara-Macerata   | 0-3 | 20-25, 16-25, 23-25               |
| 19-3                   | Milano-Latina      | 3-2 | 25-22, 19-25, 22-25, 25-21, 15-11 |
| 19-3                   | Modena-Montichiari | 2-3 | 25-23, 25-23, 22-25, 27-29, 14-16 |
| 19-3                   | Roma-Taranto       | 3-2 | 22-25, 25-19, 17-25, 27-25, 15-6  |
| 19-3                   | Treviso-Padova     | 3-0 | 25-23, 25-21, 25-17               |

#### Classifica
| Pos. | Squadra         | Pt | G  | V  | P  | SV | SP | Ratio | PF   | PS   | Ratio |
| ---- | --------------- | -- | -- | -- | -- | -- | -- | ----- | ---- | ---- | ----- |
| 1.   | Lube            | 60 | 26 | 19 | 7  | 67 | 32 | 2.093 | 2313 | 2062 | 1.121 |
| 2.   | Treviso         | 57 | 26 | 20 | 6  | 67 | 35 | 1.914 | 2437 | 2250 | 1.083 |
| 3.   | Parma           | 51 | 26 | 17 | 9  | 59 | 36 | 1.638 | 2242 | 2107 | 1.064 |
| 4.   | Daytona         | 50 | 26 | 17 | 9  | 63 | 42 | 1.500 | 2432 | 2297 | 1.058 |
| 5.   | Milano          | 49 | 26 | 17 | 9  | 60 | 40 | 1.500 | 2297 | 2209 | 1.039 |
| 6.   | Piemonte        | 47 | 26 | 16 | 10 | 59 | 42 | 1.404 | 2386 | 2276 | 1.048 |
| 7.   | Gabeca          | 46 | 26 | 16 | 10 | 59 | 45 | 1.311 | 2372 | 2257 | 1.050 |
| 8.   | 4 Torri Ferrara | 44 | 26 | 13 | 13 | 53 | 48 | 1.104 | 2312 | 2268 | 1.019 |
| 9.   | Trentino        | 37 | 26 | 14 | 12 | 51 | 54 | 0.944 | 2322 | 2386 | 0.973 |
| 10.  | Magna Grecia    | 30 | 26 | 9  | 17 | 41 | 59 | 0.694 | 2146 | 2282 | 0.940 |
| 11.  | Latina          | 25 | 26 | 8  | 18 | 38 | 61 | 0.622 | 2184 | 2292 | 0.952 |
| 12.  | Falconara       | 20 | 26 | 7  | 19 | 30 | 65 | 0.461 | 2015 | 2229 | 0.903 |
| 13.  | Sempre Padova   | 17 | 26 | 5  | 21 | 29 | 67 | 0.432 | 2073 | 2255 | 0.919 |
| 14.  | Roma            | 13 | 26 | 4  | 22 | 20 | 70 | 0.285 | 1790 | 2151 | 0.832 |

| Qualificata ai play-off scudetto | Retrocessa in Serie A2 |

### Play-off scudetto

#### Tabellone
|  | Quarti di finale | Quarti di finale | Quarti di finale | Quarti di finale | Quarti di finale | Quarti di finale | Quarti di finale |  |  | Semifinali      | Semifinali      | Semifinali      | Semifinali      | Semifinali | Semifinali | Semifinali |   |   | Finale  | Finale  | Finale  | Finale | Finale | Finale | Finale |  |
|  |                  |                  |                  |                  |                  |                  |                  |  |  |                 |                 |                 |                 |            |            |            |   |   |         |         |         |        |        |        |        |  |
|  | 1                | Lube             | 0                | 3                | 3                | 0                | 1                |  |  |                 |                 |                 |                 |            |            |            |   |   |         |         |         |        |        |        |        |  |
|  | 8                | 4 Torri Ferrara  | 3                | 2                | 0                | 3                | 3                |  |  | 4 Torri Ferrara | 4 Torri Ferrara | 4 Torri Ferrara | 4 Torri Ferrara | 2          | 1          | 0          |   |   |         |         |         |        |        |        |        |  |
|  | 4                | Daytona          | Daytona          | 3                | 2                | 3                | 3                |  |  | Daytona         | Daytona         | Daytona         | Daytona         | 3          | 3          | 3          |   |   |         |         |         |        |        |        |        |  |
|  | 5                | Milano           | Milano           | 2                | 3                | 0                | 2                |  |  |                 |                 |                 |                 |            |            |            |   |   | Daytona | Daytona | Daytona | 3      | 2      | 3      | 3      |  |
|  | 3                | Parma            | Parma            | Parma            | 3                | 3                | 3                |  |  |                 |                 | Treviso         | Treviso         | Treviso    | 1          | 3          | 1 | 2 |         |         |         |        |        |        |        |  |
|  | 6                | Piemonte         | Piemonte         | Piemonte         | 2                | 1                | 1                |  |  | Parma           | Parma           | Parma           | 1               | 3          | 1          | 1          |   |   |         |         |         |        |        |        |        |  |
|  | 2                | Treviso          | Treviso          | Treviso          | 3                | 3                | 3                |  |  | Treviso         | Treviso         | Treviso         | 3               | 2          | 3          | 3          |   |   |         |         |         |        |        |        |        |  |
|  | 7                | Gabeca           | Gabeca           | Gabeca           | 1                | 0                | 2                |  |  |                 |                 |                 |                 |            |            |            |   |   |         |         |         |        |        |        |        |  |

#### Risultati
| Quarti di finale |                     |     |                                   |
|                  |                     |     |                                   |
| 26-03            | Ferrara-Macerata    | 3-0 | 27-25, 25-20, 25-21               |
| 26-03            | Milano-Modena       | 2-3 | 25-15, 27-25, 18-25, 25-27, 10-15 |
| 26-03            | Montichiari-Treviso | 1-3 | 21-25, 20-25, 25-23, 24-26        |
| 26-03            | Cuneo-Parma         | 2-3 | 25-16, 25-27, 22-25, 25-22, 13-15 |

| 28-03 | Macerata-Ferrara    | 3-2 | 19-25, 25-23, 23-25, 25-19, 15-12 |
| 28-03 | Modena-Milano       | 2-3 | 25-19, 23-25, 25-22, 22-25, 11-15 |
| 28-03 | Treviso-Montichiari | 3-0 | 25-17, 25-23, 27-25               |
| 28-03 | Parma-Cuneo         | 3-1 | 25-17, 24-26, 25-21, 25-19        |

| 30-03 | Macerata-Ferrara    | 3-0 | 25-22, 25-16, 26-24               |
| 30-03 | Modena-Milano       | 3-0 | 25-16, 25-19, 25-21               |
| 30-03 | Treviso-Montichiari | 3-2 | 16-25, 25-22, 21-25, 36-34, 15-11 |
| 30-03 | Parma-Cuneo         | 3-1 | 15-25, 25-19, 25-23, 25-21        |

| 03-04 | Ferrara-Macerata | 3-0 | 25-14, 25-21, 28-26               |
| 03-04 | Milano-Modena    | 2-3 | 18-25, 25-17, 25-20, 18-25, 16-18 |

| 06-04 | Macerata-Ferrara | 1-3 | 22-25, 15-25, 25-18, 23-25 |

| Semifinali |                |     |                                   |
|            |                |     |                                   |
| 10-04      | Ferrara-Modena | 2-3 | 20-25, 25-22, 25-17, 16-25, 13-15 |
| 10-04      | Parma-Treviso  | 1-3 | 19-25, 23-25, 25-20, 28-30        |

| 13-04 | Modena-Ferrara | 3-1 | 19-25, 25-20, 26-24, 25-23        |
| 13-04 | Treviso-Parma  | 2-3 | 23-25, 25-19, 25-22, 18-25, 10-15 |

| 15-04 | Modena-Ferrara | 3-0 | 25-20, 25-19, 25-19        |
| 15-04 | Treviso-Parma  | 3-1 | 25-23, 25-18, 25-27, 25-19 |

| 18-04 | Parma-Treviso | 1-3 | 29-27, 20-25, 21-25, 18-25 |

| Finale |                |     |                                   |
|        |                |     |                                   |
| 27-04  | Modena-Treviso | 3-1 | 25-22, 25-20, 24-26, 25-17        |
| 01-05  | Treviso-Modena | 3-2 | 18-25, 25-23, 25-23, 19-25, 15-12 |
| 04-05  | Treviso-Modena | 1-3 | 22-25, 23-25, 25-19, 29-31        |
| 08-05  | Modena-Treviso | 3-2 | 21-25, 25-19, 20-25, 25-15, 20-18 |

## Verdetti
- Daytona Campione d'Italia 2001-02 e qualificata alla Champions League 2002-03.
- Piemonte qualificata alla Champions League 2002-03.
- Lube,  Treviso e  Parma qualificate alla Coppa CEV 2002-03.
- Sempre Padova e  Roma retrocesse in Serie A2 2002-03.

## Statistiche
| Rendimento individuale | Rendimento individuale | Rendimento individuale | Rendimento individuale |
| Pos.                   | Nome                   | Punti                  | Squadra                |
| ---------------------- | ---------------------- | ---------------------- | ---------------------- |
| 1                      | Ivan Miljković         | 507                    | Lube                   |
| 2                      | Leondino Giombini      | 502                    | Trentino               |
| 3                      | Stanislav Dinejkin     | 491                    | Parma                  |
| 4                      | Juan Carlos Cuminetti  | 486                    | 4 Torri Ferrara        |
| 4                      | Hristo Zlatanov        | 486                    | Milano                 |
| 6                      | Francesco Biribanti    | 465                    | Latina                 |
| 7                      | Vencislav Simeonov     | 428                    | Gabeca                 |
| 8                      | Ivaylo Gavrilov        | 417                    | Sempre Padova          |
| 9                      | Andrea Sartoretti      | 415                    | Piemonte               |
| 10                     | Marcos Milinković      | 410                    | Milano                 |

| Attacchi vincenti | Attacchi vincenti     | Attacchi vincenti | Attacchi vincenti |
| Pos.              | Nome                  | Punti             | Squadra           |
| ----------------- | --------------------- | ----------------- | ----------------- |
| 1                 | Ivan Miljković        | 438               | Lube              |
| 2                 | Leondino Giombini     | 426               | Trentino          |
| 3                 | Stanislav Dinejkin    | 424               | Parma             |
| 3                 | Hristo Zlatanov       | 424               | Milano            |
| 5                 | Juan Carlos Cuminetti | 410               | 4 Torri Ferrara   |
| 6                 | Francesco Biribanti   | 384               | Latina            |
| 7                 | Ivaylo Gavrilov       | 379               | Sempre Padova     |
| 8                 | Vencislav Simeonov    | 366               | Gabeca            |
| 9                 | Ołeksij Gatin         | 346               | Falconara         |
| 10                | Marcos Milinković     | 344               | Milano            |

| Muri vincenti | Muri vincenti      | Muri vincenti | Muri vincenti   |
| Pos.          | Nome               | Punti         | Squadra         |
| ------------- | ------------------ | ------------- | --------------- |
| 1             | Stefan Hübner      | 104           | Gabeca          |
| 2             | Luigi Mastrangelo  | 96            | Piemonte        |
| 3             | Đula Mešter        | 78            | Trentino        |
| 4             | Gustavo Endres     | 76            | 4 Torri Ferrara |
| 4             | Pasquale Gravina   | 76            | Lube            |
| 6             | Alessandro Fei     | 73            | Treviso         |
| 7             | Ryan Millar        | 72            | Gabeca          |
| 8             | Andrija Gerić      | 69            | Lube            |
| 9             | Juan José Salvador | 66            | Parma           |
| 10            | Dominique Daquin   | 61            | Latina          |

| Battute vincenti | Battute vincenti      | Battute vincenti | Battute vincenti |
| Pos.             | Nome                  | Punti            | Squadra          |
| ---------------- | --------------------- | ---------------- | ---------------- |
| 1                | Alessandro Fei        | 45               | Treviso          |
| 2                | Francesco Biribanti   | 44               | Latina           |
| 3                | Rafael Pascual        | 39               | Latina           |
| 4                | Andrea Sartoretti     | 35               | Piemonte         |
| 4                | Dömötör Mészáros      | 35               | Trentino         |
| 6                | Stanislav Dinejkin    | 34               | Parma            |
| 7                | Ivan Miljković        | 32               | Lube             |
| 7                | Juan Carlos Cuminetti | 32               | 4 Torri Ferrara  |
| 9                | Goran Vujević         | 31               | Magna Grecia     |
| 10               | Vencislav Simeonov    | 30               | Gabeca           |
| 10               | Luigi Mastrangelo     | 30               | Piemonte         |

| Ricezioni perfette | Ricezioni perfette  | Ricezioni perfette | Ricezioni perfette |
| Pos.               | Nome                | Punti              | Squadra            |
| ------------------ | ------------------- | ------------------ | ------------------ |
| 1                  | Andrea Bari         | 460                | Magna Grecia       |
| 2                  | Igor' Šulepov       | 451                | Parma              |
| 3                  | Marco Vicini        | 433                | Gabeca             |
| 4                  | Pietro Rinaldi      | 406                | Piemonte           |
| 5                  | Roberto Cecchin     | 401                | 4 Torri Ferrara    |
| 6                  | Gianluca Saraceni   | 383                | Roma               |
| 7                  | Alessandro Farina   | 375                | Treviso            |
| 8                  | Francesco Filipponi | 363                | Falconara          |
| 9                  | Slobodan Boškan     | 361                | Trentino           |
| 10                 | Riccardo Fenili     | 359                | Trentino           |

NB: I dati sono riferiti esclusivamente alla regular season.